# Centrum (Bussum)

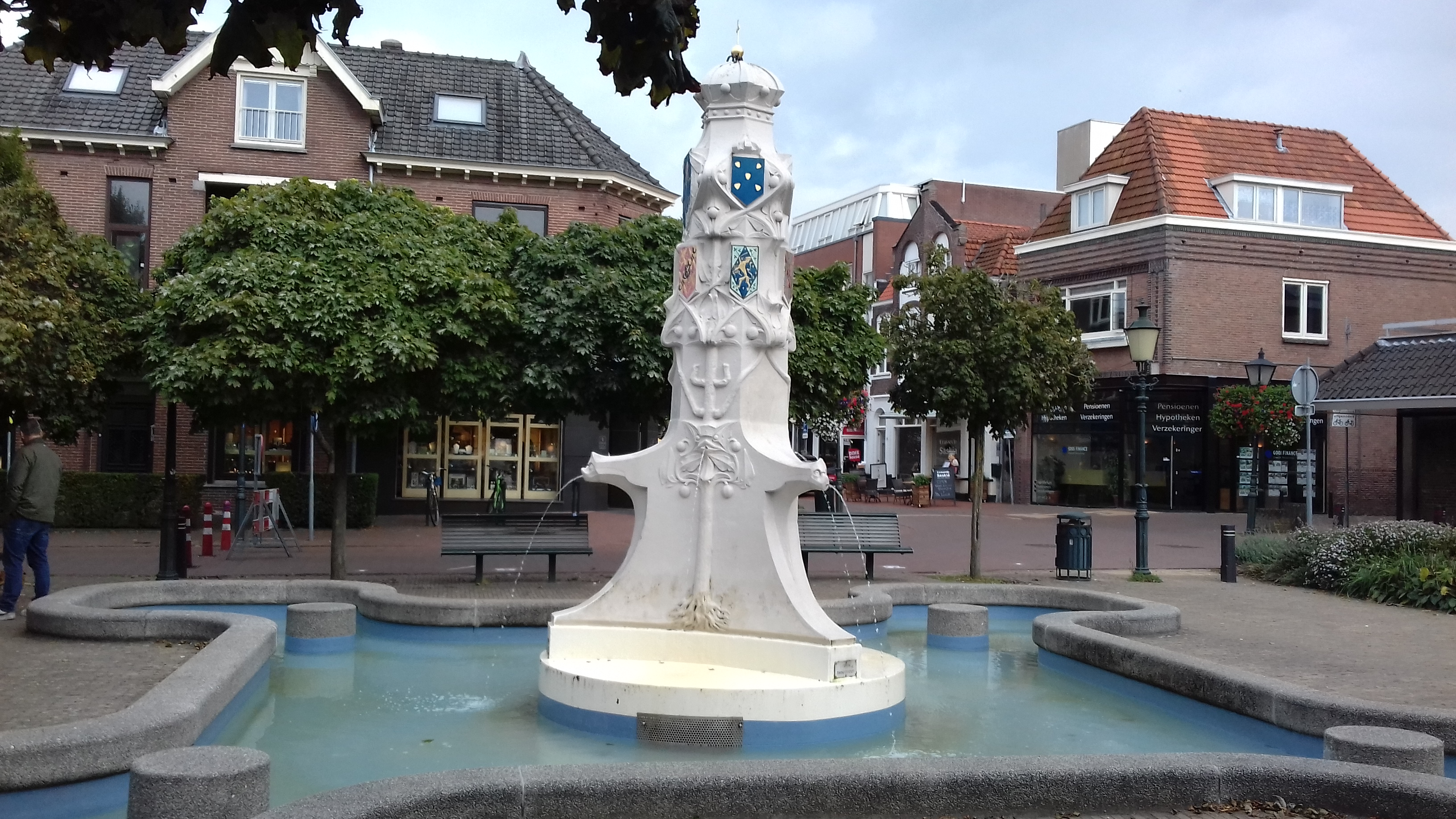
Wilhelminafontein, Bussum

Het centrum van Bussum is een wijk van Bussum, met een oppervlakte van 133 ha en een inwoneraantal van 10.680 (CBS 2020). Noordelijk wordt de wijk begrensd door de buurt Landstraat-Noord, zuidelijk grenst het gebied aan de wijk Bussum-Zuid, oostelijk aan de wijk het Brediuskwartier, en westelijk aan het Spiegel.
Het oorspronkelijke oude dorp was gelegen rond de brink, waar nu de Brinklaan begint. Verspreid door het centrum zijn hier en daar nog enkele gebouwen aanwezig die toen als boerderij en nu als woning gebruikt worden.
In het centrum is het gemeentehuis gelegen, dat eerder alleen voor de gemeente Bussum was, maar na de fusie in 2016 met de buurtgemeenten Naarden en Muiden  het gemeentehuis is geworden  voor de gemeente Gooise Meren.

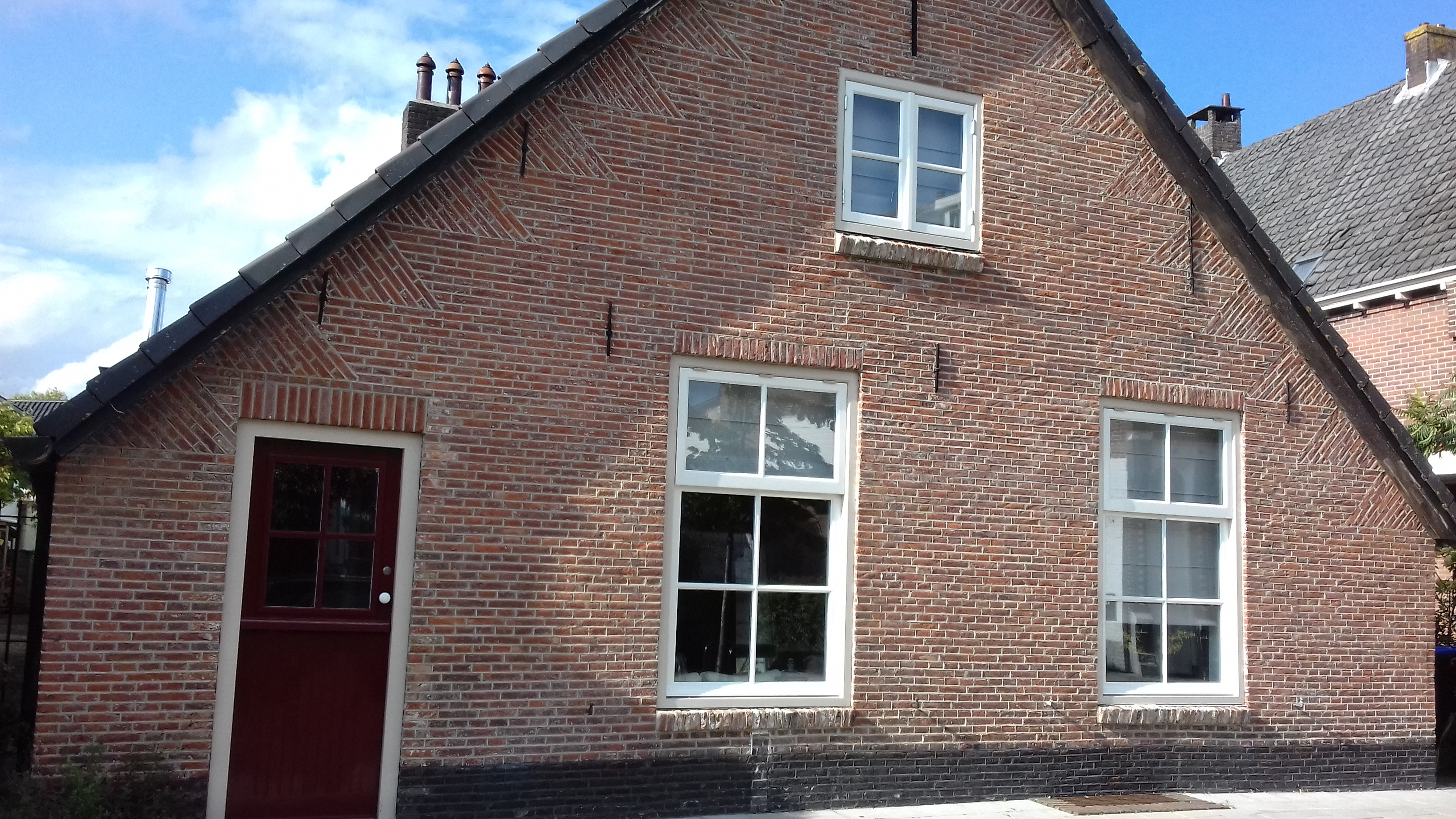
Herenstraat 42, Bussum
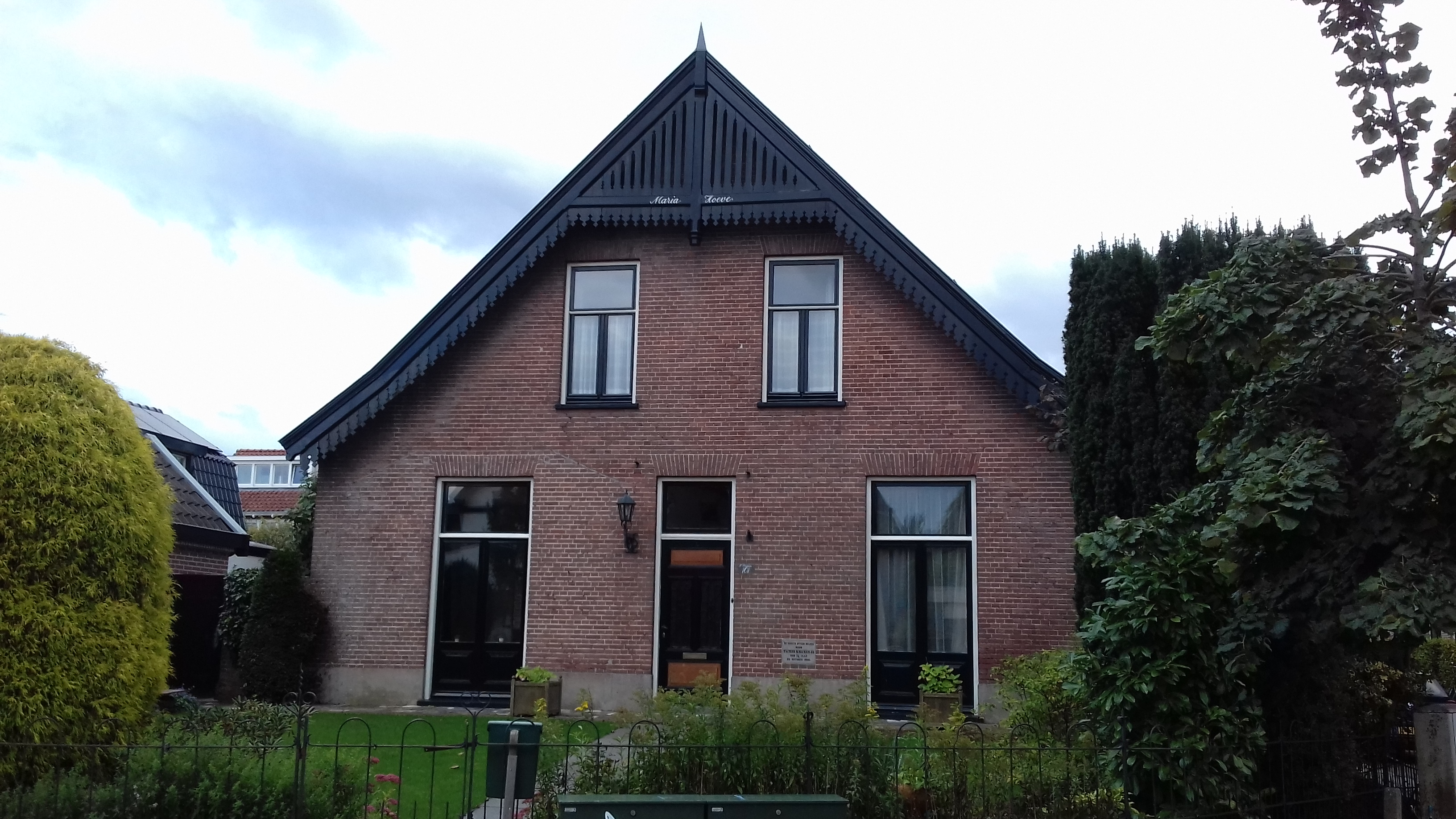
Mariahoeve, Bussum
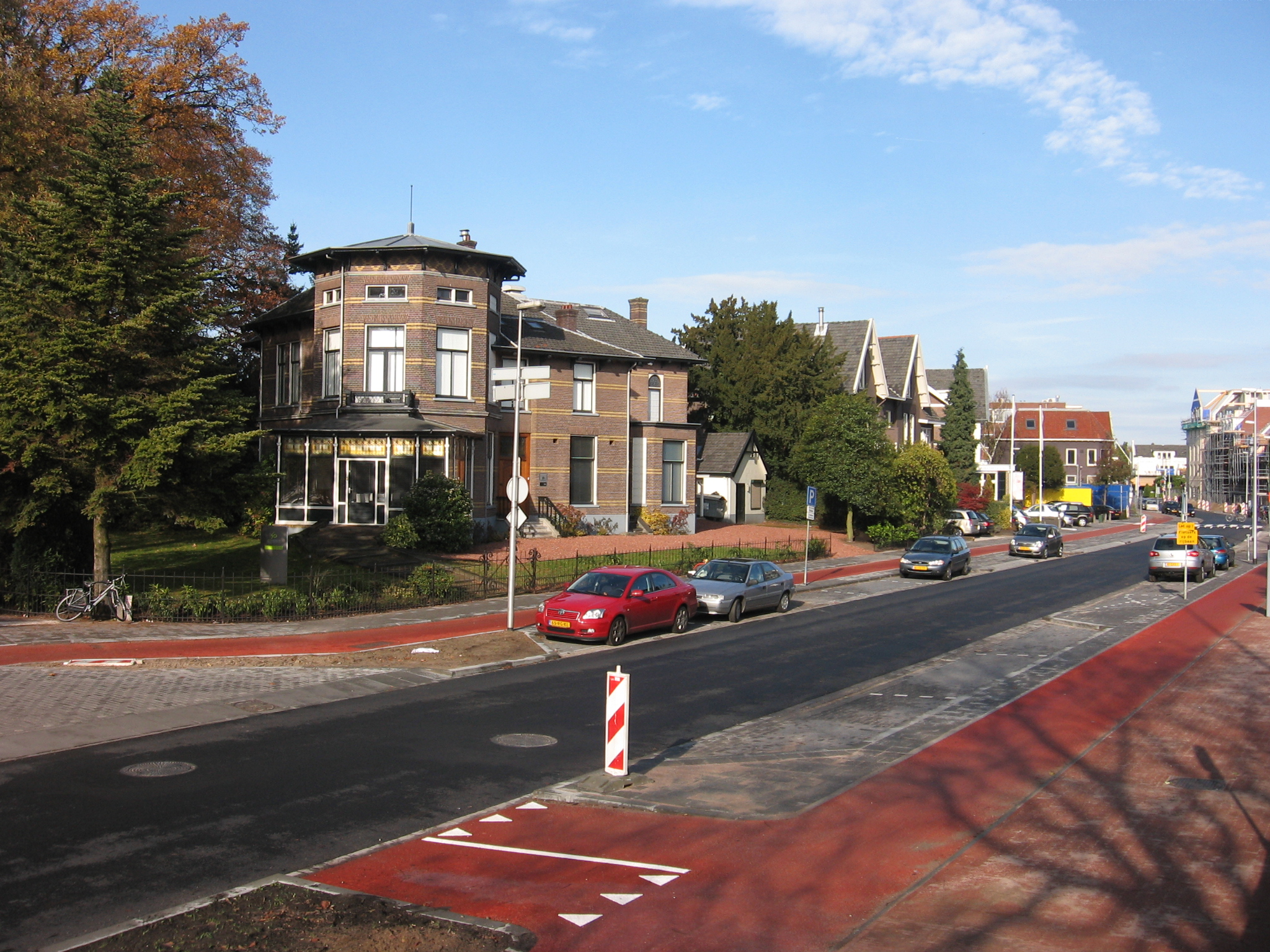
Brinklaan Bussum
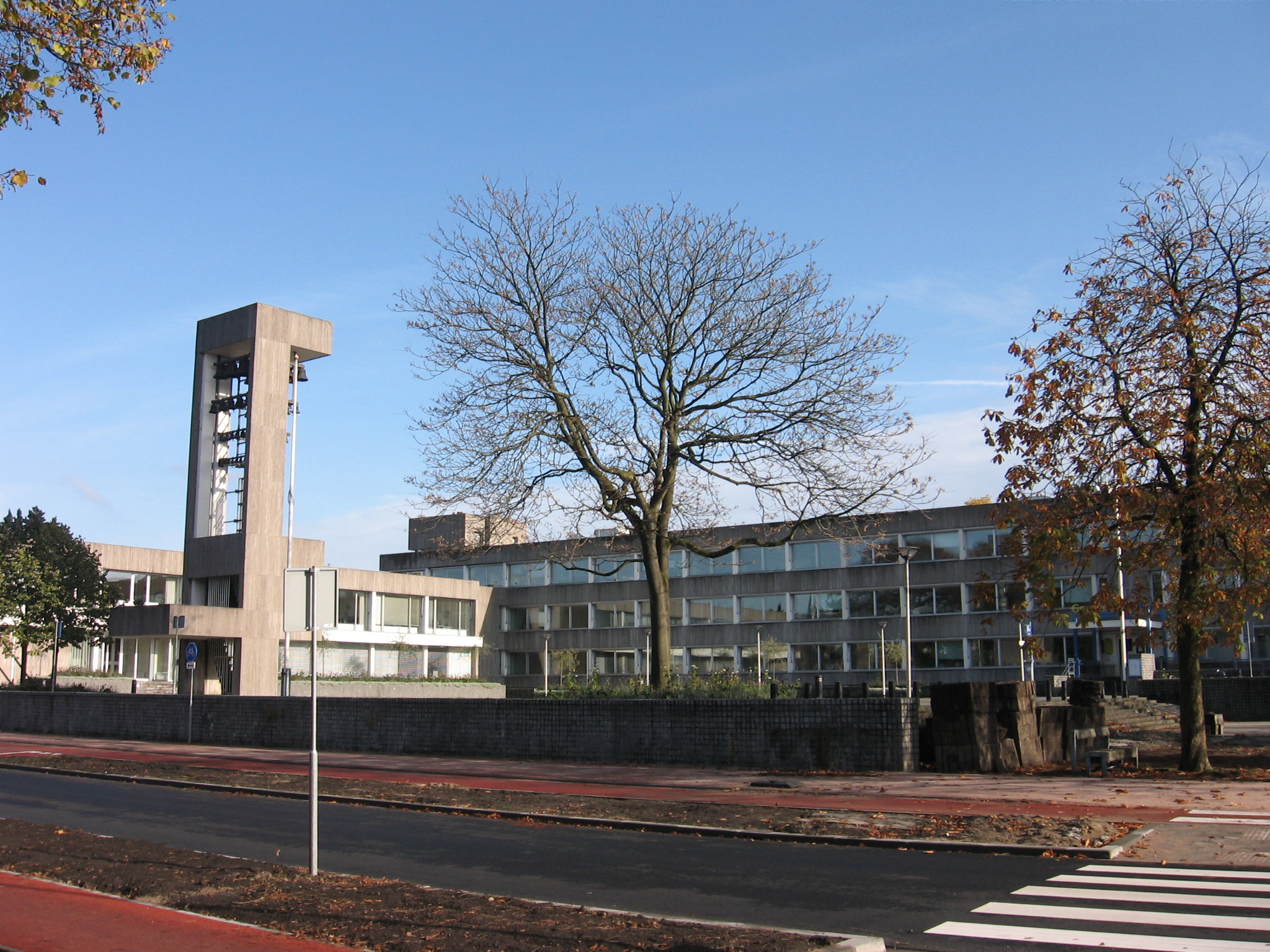
Gemeentehuis Bussum
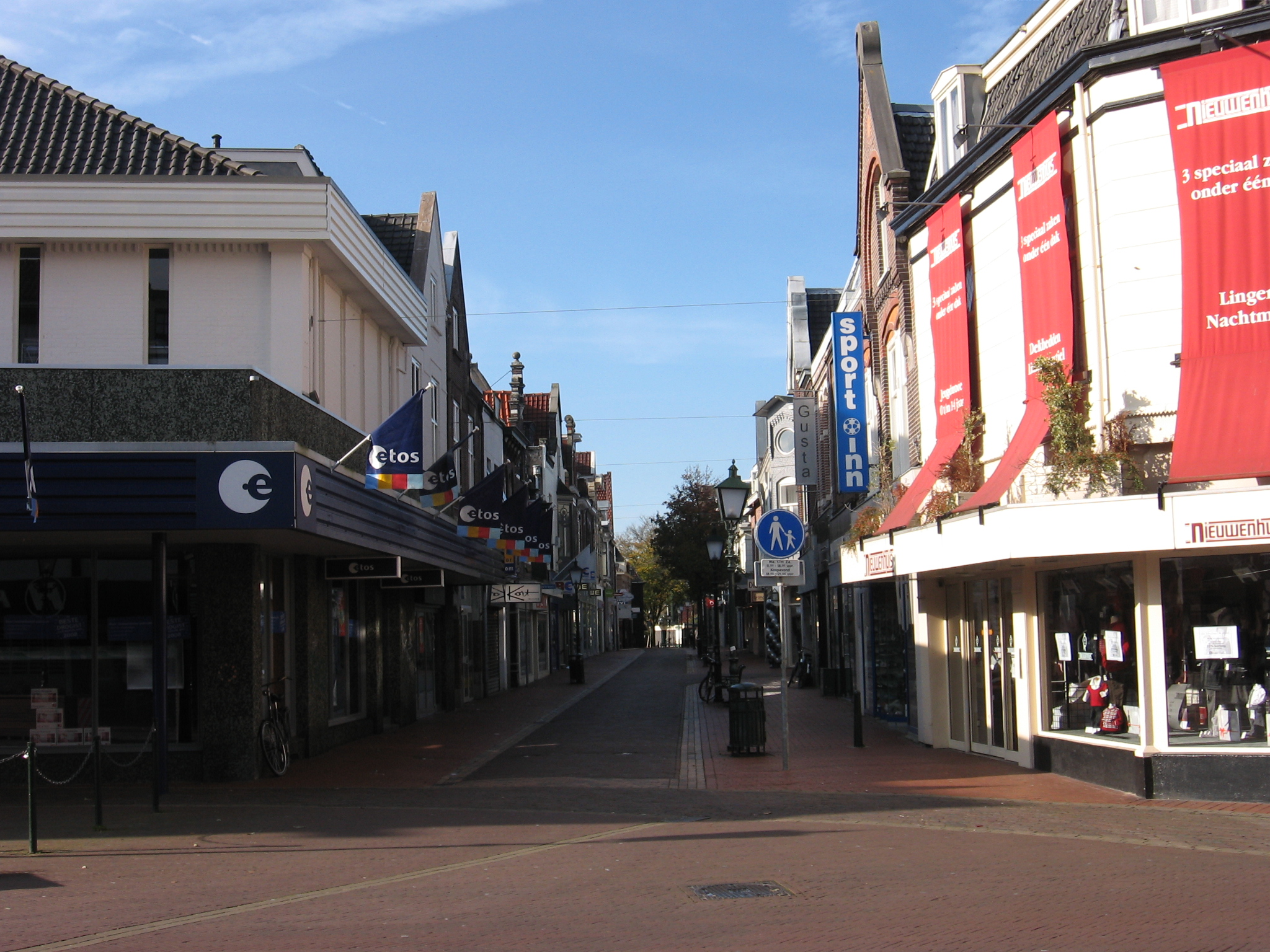
Bussum Nassaulaan
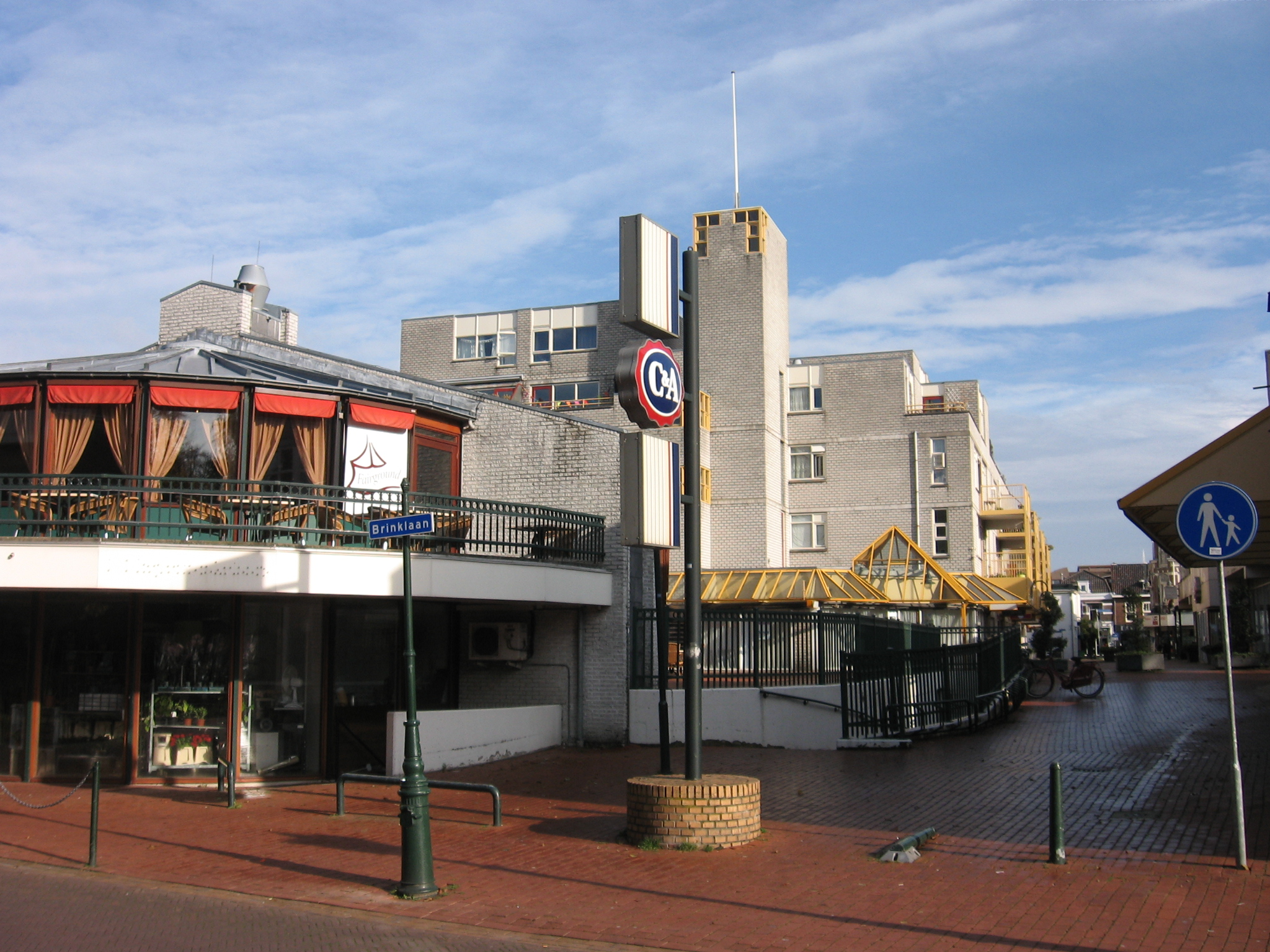
Bussum Nieuwe Brink

Brediuskwartier ·
Bussum-Zuid ·
Centrum ·
Franse Kamp ·
Het Spiegel ·
Hooftlaan ·
Landstraat-Noord ·
Ooster Eng ·
Oude Dorp ·
Prins Hendrikpark ·
Wester Eng